# Gmina Purda
Die Gmina Purda ist eine Landgemeinde in der polnischen Woiwodschaft Ermland-Masuren. Amtssitz ist das Dorf Purda (deutsch Groß Purden) im Powiat Olsztyński (Kreis Allenstein).

## Geographische Lage
Die Gmina Purda liegt im Westen der Woiwodschaft Ermland-Masuren an der südöstlichen Grenze der Stadt Olsztyn (Allenstein) im Südosten des Powiat Olsztyński.

## Nachbargemeinden
Die Landgemeinde Purda ist von sieben Nachbargemeinden umgeben:
- Stadt Olsztyn, kreisfreie Stadt Allenstein
- Stadt-und-Landgemeinde Gmina Barczewo (Wartenburg i. Ostpr.) im Powiat Olsztyński

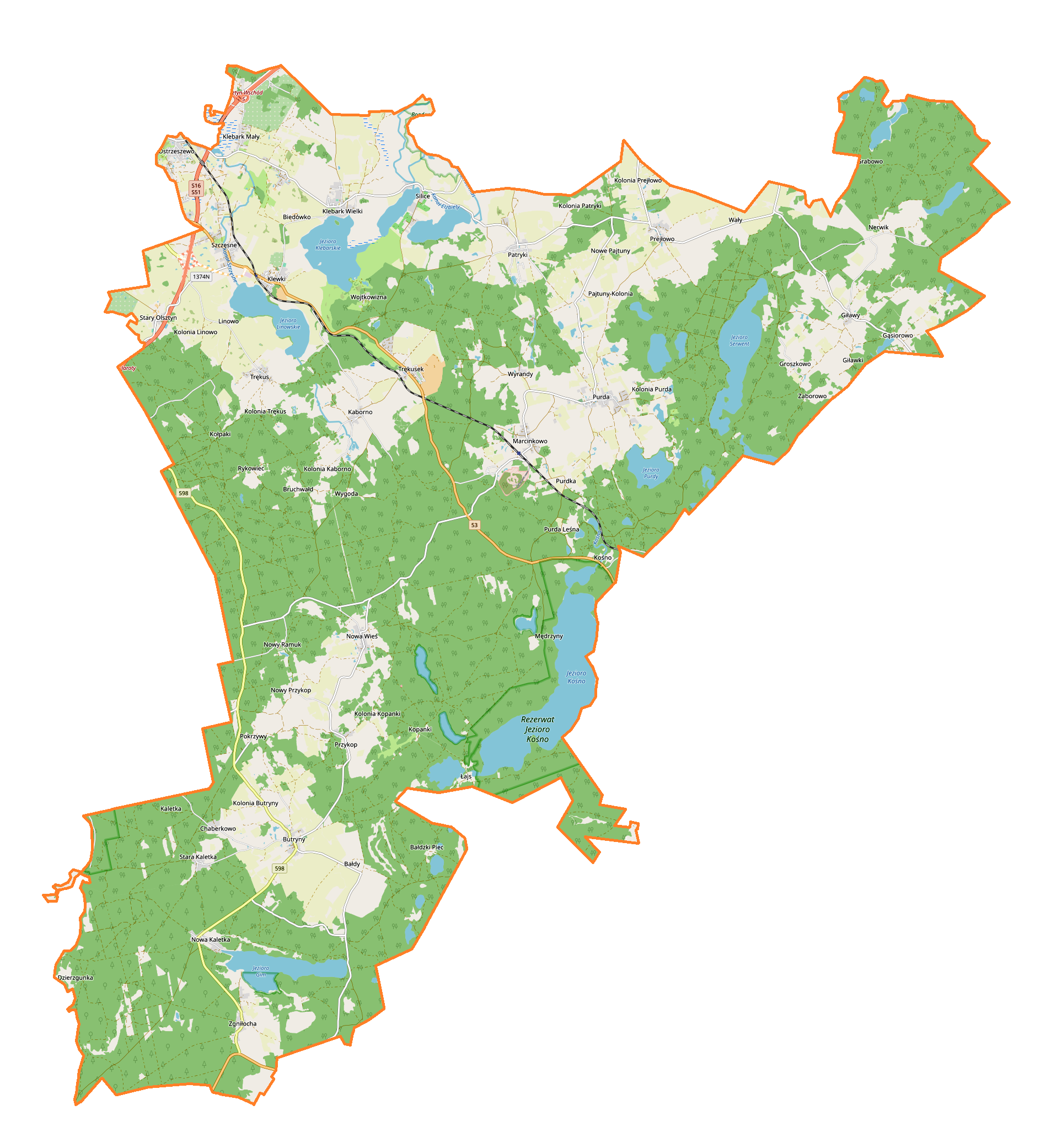
Ortsplan der Gmina Purda (Zum Vergrößern anklicken!)

- Stadt-und-Landgemeinde Gmina Olsztynek (Hohenstein i. Ostpr.) im Powiat Olsztyński
- Landgemeinde Gmina Stawiguda (Stabigotten) im Powiat Olsztyński
- Landgemeinde Gmina Dźwierzuty (Mensguth) im Powiat Szczycieński (Kreis Ortelsburg)
- Landgemeinde Gmina Jedwabno (Jedwabno/Gedwangen) im Powiat Szczycieński
- Stadt-und-Landgemeinde Gmina Pasym (Passenheim) im Powiat Szczycieński.

|  |

## Gemeindegebiet
Die Gmina Purda umfasst eine Fläche von 318,19 km², was 11 % der Gesamtfläche des Powiat Olsztyński entspricht. 32 % der Gemeindefläche werden landwirtschaftlich genutzt, 50 % sind Wald. Eine Vielzahl von Seen, die zur Seenplatte Olsztyńskie gehören, prägen das Bild der Gemeinde. Der größte See ist mit 552 Hektar der Kosno-See (auch: Kösnicksee, polnisch Jezioro Kośno).

## Gemeindegliederung
Zur Landgemeinde Purda gehören 60 Dörfer, Ortschaften bzw. Wohnplätze:
| Polnischer Name   | Deutscher Name                            |                           | Polnischer Name                                                                    | Deutscher Name                    |
| ----------------- | ----------------------------------------- | ------------------------- | ---------------------------------------------------------------------------------- | --------------------------------- |
| Bałdy             | Balden                                    |                           | Nowa Kaletka                                                                       | Neu Kaletka 1938–1945 Hermannsort |
| Bałdzki Piec      | Baldenofen                                | Nowa Wieś                 | Neu Bartelsdorf                                                                    |                                   |
| Biedówko          | Ernestinenhöhe                            | Nowe Pajtuny              | Neu Pathaunen                                                                      |                                   |
| Bruchwałd         | Bruchwald                                 | Nowy Przykop              | Neu Przykopp 1932–1945 Neu Grabenau                                                |                                   |
| Butryny           | Wuttrienen                                | Nowy Ramuk                | Neu Ramuck                                                                         |                                   |
| Chaberkowo        | Neu Wuttrienen                            | Ostrzeszewo               | Elisenhof                                                                          |                                   |
| Dzierzgunka       | Dziergunken                               | Pajtuny                   | Pathaunen                                                                          |                                   |
| Dziuchy           | Dzuchen 1938–1945 Grabenau Wald           | Pajtuński Młyn            | Pathaunenmühle                                                                     |                                   |
| Gąsiorowo         | Gonschorowen 1938–1945 Lichtenstein       | Patryki                   | Patricken                                                                          |                                   |
| Giławki           | Klein Gillau                              | Pokrzywy                  | Friechdrichstädt                                                                   |                                   |
| Giławy            | Gillau                                    | Prejłowo                  | Preylowen 1938–1945 Preiwils                                                       |                                   |
| Grabowo           | Grabowo 1938–1945 Buchental               | Prejłowo (Osada)          |                                                                                    |                                   |
| Groszkowo         | Graskau                                   | Przykop sowie: Przykopiec | Przykopp (Dorf) 1932–1945 Grabenau sowie: Przykopp (Forst) 1934–1945 Wilhelmshütte |                                   |
| Groszkowo (Osada) |                                           | Purda                     | Groß Purden                                                                        |                                   |
| Kaborno           | Kalborno 1934–1945 Kalborn                | Purda Leśna               | Purden, Forst                                                                      |                                   |
| Kaletka           | Kaletka, Forst                            | Purdka                    | Klein Purden                                                                       |                                   |
| Klebark Mały      | Klein Kleeberg                            | Rykowiec                  | Rykowitz 1938–1945 Rickenhof                                                       |                                   |
| Klebark Wielki    | Groß Kleeberg                             | Silice                    | Quidlitz                                                                           |                                   |
| Klewki            | Klaukendorf                               | Stara Kaletka             | Alt Kaletka 1938–1945 Teerwalde                                                    |                                   |
| Kołpaki           | Kolpacken 1938–1945 Kleinpuppen           | Stary Olsztyn             | Alt Allenstein                                                                     |                                   |
| Kopanki           | Kopanken                                  | Szczęsne                  | Schönwalde                                                                         |                                   |
| Kośno             | Koschno 1938–1945 Kösnick                 | Trękus                    | Groß Trinkhaus                                                                     |                                   |
| Łajs              | Layß                                      | Trękusek                  | Klein Trinkhaus                                                                    |                                   |
| Lalka             | Lallka 1938–1945 Kleinramuck              | Wesołowo                  | Wesselowen 1938–1945 Frohwalde                                                     |                                   |
| Linowo            | Leynau 1988–1945 Leinau                   | Wojtkowizna               | Karlsberg                                                                          |                                   |
| Linowo (Osada)    |                                           | Wygoda                    | Wygodda 1938–1945 Waldruh                                                          |                                   |
| Marcinkowo        | Alt Mertinsdorf 1939–1945 Alt Märtinsdorf | Wyrandy                   | Wyranden 1938–1945 Wiranden                                                        |                                   |
| Mazuchy           | Masuchen 1938–1945 Finkenwalde            | Zaborowo                  | Saborowen 1938–1945 Heideberg                                                      |                                   |
| Mędrzyny          | Mendrienen                                | Zapurdka                  | Purden, Mühle                                                                      |                                   |
| Nerwik            | Nerwigk                                   | Zgniłocha                 | Gimmendorf                                                                         |                                   |

## Einwohner
Waren im Jahre 2011 in der Gemeinde Purda noch 8779 Einwohner gemeldet, so sank ihre Zahl bis zum 31. Dezember 2020 auf 8743. Über ihre Altersstruktur gibt eine Aufstellung aus dem Jahre 2014 Auskunft:

## Wirtschaft

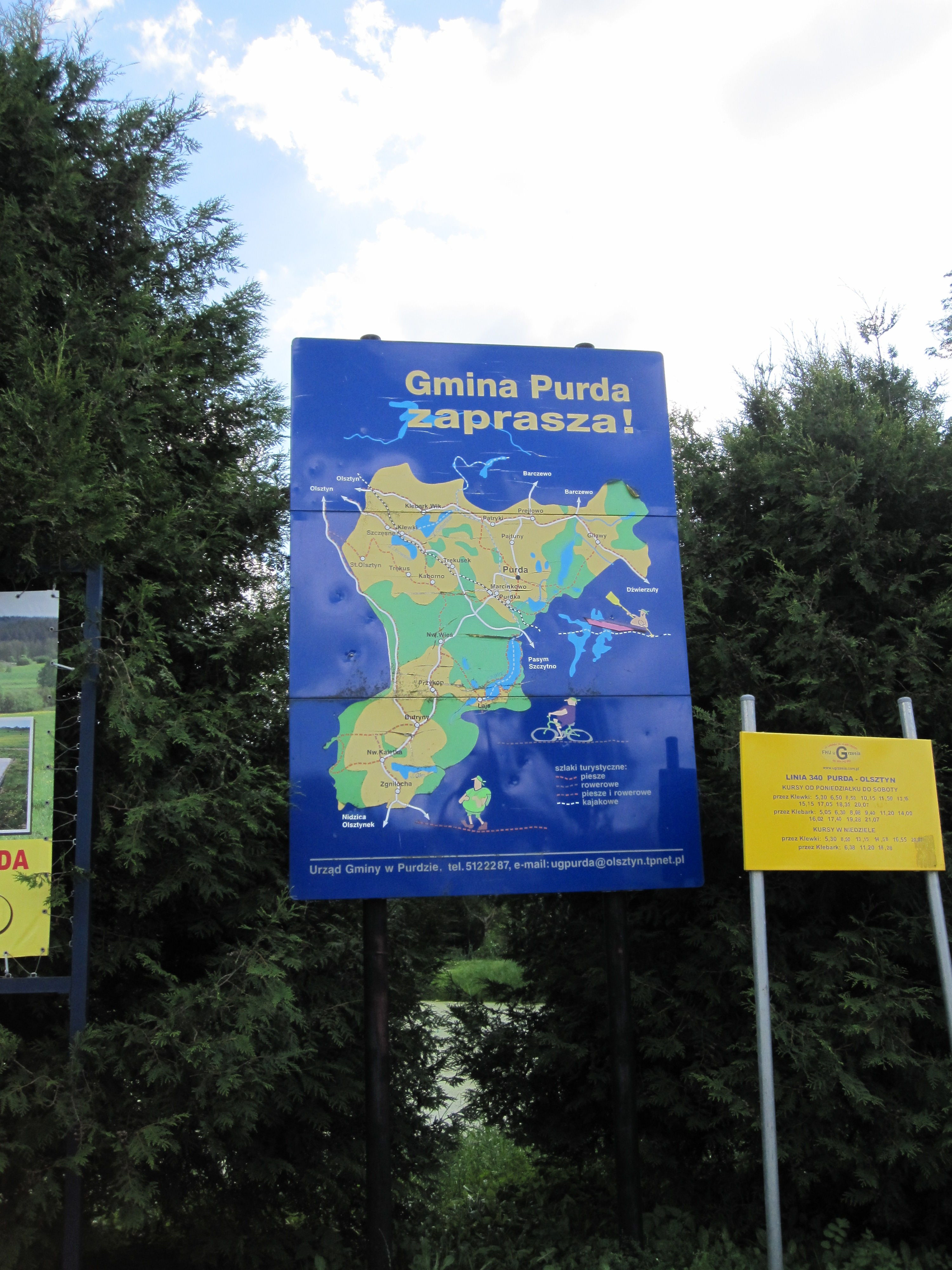
Touristische Infotafel über Wander-, Radfahr- und Paddel-Touren in der Gemeinde

Die Landwirtschaft und – mit steigender Tendenz – der  Tourismus prägen das wirtschaftliche aber auch gesellschaftliche Leben in der Landgemeinde Purda.

## Verkehr

### Straße
Durch das Gebiet der Gmina Purda verläuft die polnische Landesstraße 53 (einstige deutsche Reichsstraße 134), die die Städte Olsztyn (Allenstein), Pasym (Passenheim), Szczytno (Ortelsburg) und Ostrołęka verbindet. In Nord-Süd-Richtung führt die Woiwodschaftsstraße 598 durch die Gemeinde und verbindet Olsztyn mit dem Grenzort der Gemeinde Zgniłocha (Gimmendorf) an der Landesstraße 58. Im Nordwesten der Gmina Purda verlaufen auf gemeinsamer Trasse die beiden Schnellstraßen S 16 und S 51, wo sie die Südumfahrung der Stadt Olsztyn bilden. Die übrigen Orte des Gemeindegebietes sind durch Nebenstraßen und Landwege gut vernetzt.

### Schiene
Parallel zur Landesstraße 53 zieht sich die PKP-Linie 219: Olsztyn–Ełk durch die Gemeinde Purda, an die sie mit zwei Bahnstationen angebunden ist: Klewki (Klaukendorf) und Marcinkowo (Alt Mertinsdorf, 1939–1945 Alt Märtinsdorf).

### Luft
Der nächste internationale Flughafen ist der in Danzig.